# 上戸駅 (石川県)
上戸駅（うえどえき）は、石川県珠洲市上戸町寺社にあったのと鉄道能登線の駅である。2005年（平成17年）、能登線の廃止により廃駅となった。

## 歴史
- 1964年（昭和39年）9月21日：日本国有鉄道（国鉄）能登線の駅として開業する[2]。旅客のみを取り扱う無人駅[3]。
- 1987年（昭和62年）4月1日：国鉄分割民営化により西日本旅客鉄道の駅となる[1]。
- 1988年（昭和63年）3月25日：のと鉄道への転換により同社能登線の駅となる[1]。
- 2005年（平成17年）4月1日：能登線の廃止に伴い廃駅となる。

## 駅構造
単式ホーム1面1線を持つ地上駅。無人駅であり、ホーム上に待合所があるのみ。

## 駅周辺
- 珠洲市立上戸小学校
- 珠洲上戸簡易郵便局（2007年廃止）
- 国道249号 - 海岸沿いを通る道路は旧国道。

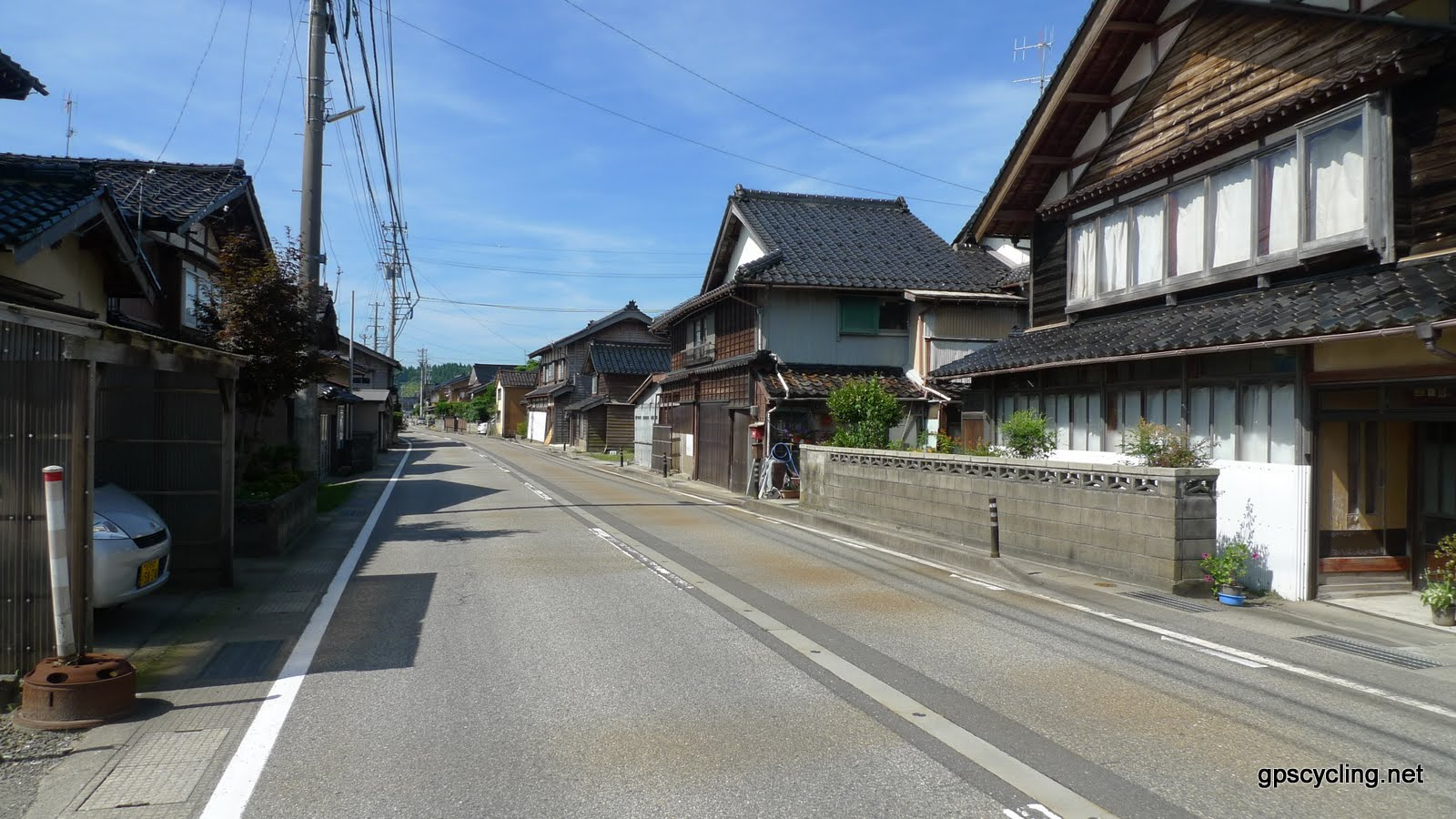
国道249号沿いの上戸の街並み（2010年）
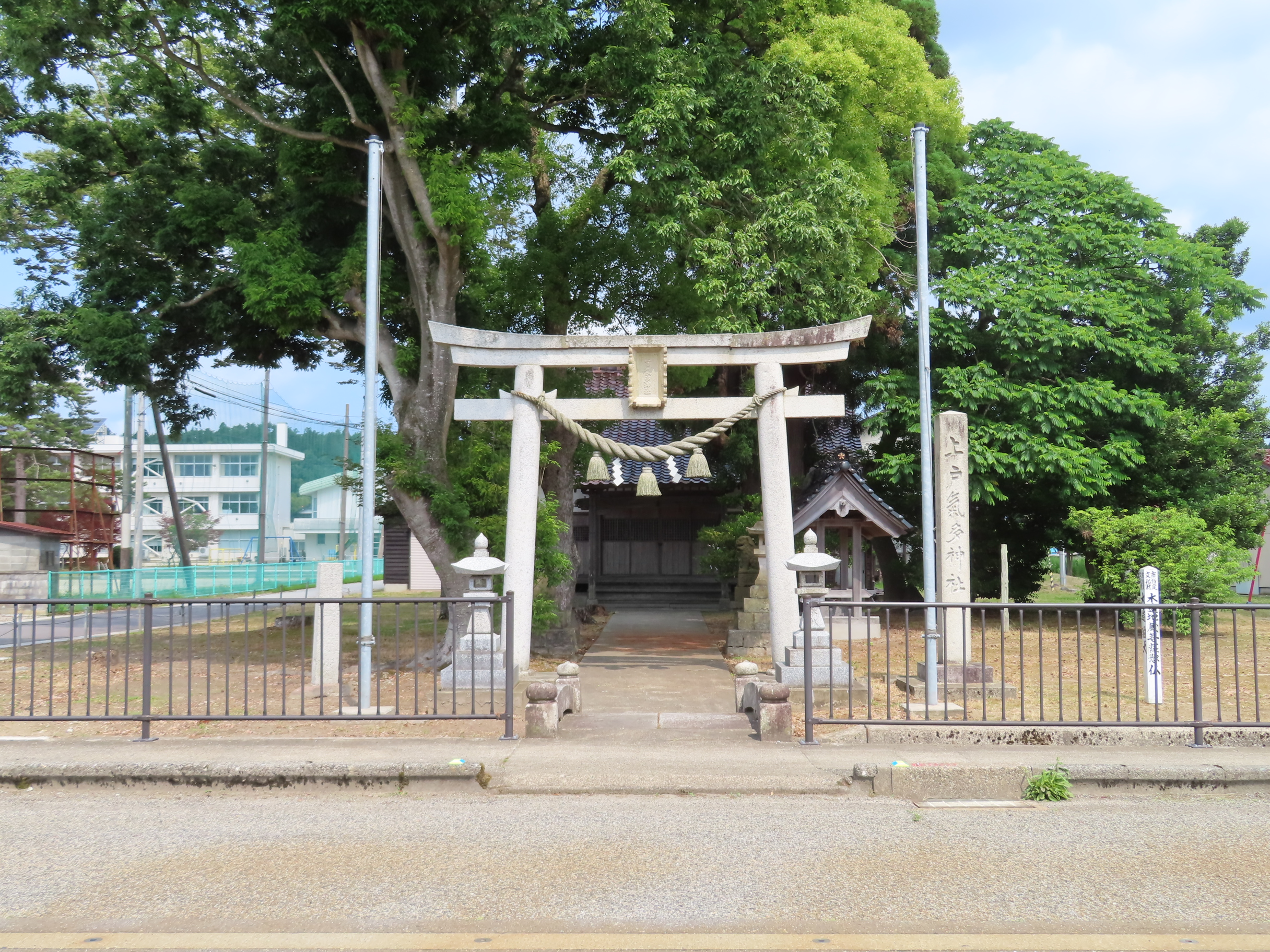
上戸気多神社（2022年）

## 廃止後

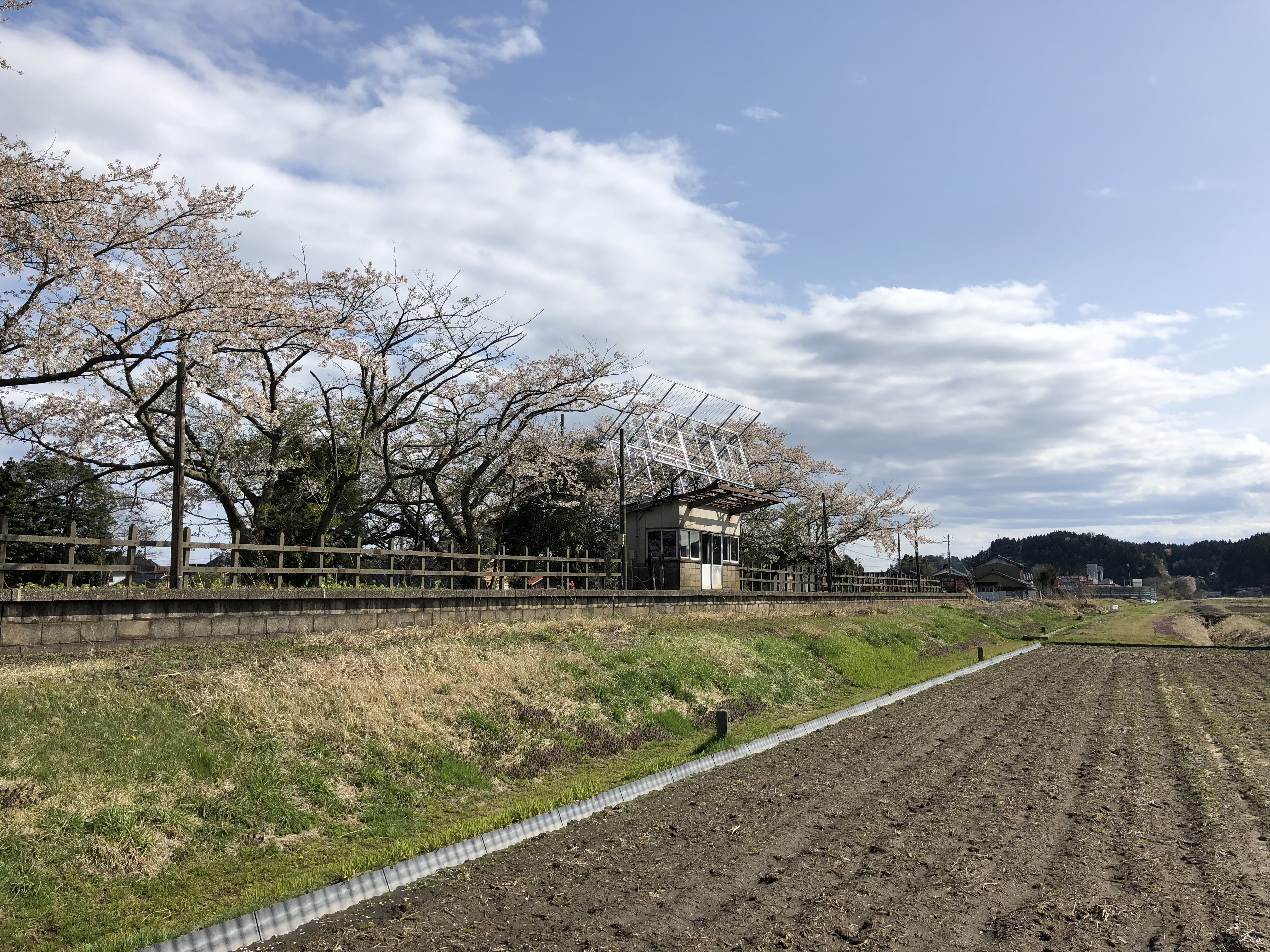
奥能登国際芸術祭の開催後（2018年4月）

- 2017年（平成29年）9月から10月にかけて開催された「奥能登国際芸術祭2017」[4]でアート作品の展示に使われ、夜間にはライトアップも行われた[5]。

## 隣の駅
のと鉄道
能登線
鵜飼駅 - 上戸駅 - 飯田駅